# Lucara Diamond Corporation
Lucara Diamond Corporation — горнодобывающая компания, ведущая разведку и добычу алмазов, работающая в Южной Африке и зарегистрированная в Канаде. Входит в шведскую группу Lundin (ей принадлежит 25,18 % акций компании).
Главным активом компании является кимберлитовый проект AK6 на шахте Карове в Ботсване.

## История
Месторождение AK6 было открыто в 1969 году компанией De Beers с помощью магниторазведки, в ходе тех же геологических изысканий было открыто расположенное рядом месторождение Орапа. В апреле 2000 года De Beers получила лицензию на разработку, пробные бурения в 2003 году подтвердили наличие алмазов. В апреле 2004 года для разработки месторождения была зарегистрирована компания Boteti Mining. Канадская компания Lucara Diamond приобрела 70 % акций Boteti Mining в ноябре 2009 года и переименовала её в Lucara Botswana, в конце 2010 года доля была увеличена до 100 %. В декабре 2011 года проект AK6 был переименован в Карове (на местном диалекте — драгоценный камень) и началось строительство шахты. Коммерческая разработка открытым способом началась в апреле 2012 года, в 2021 году компания перешла к подземной разработке. Также в 2021 году лицензия на добычу была продлена до 2046 года. Площадь участка составляет 15,3 км².
Также компании  принадлежали алмазные проекты Mothae в Лесото и Kavango в Намибии.
Компания стала широко известной в ноябре 2015 года, когда на шахте Карове ею был добыт второй по величине в мире из когда-либо найденных алмазов — алмаз массой 1111 карат, названный впоследствии Lesedi la Rona (в переводе с языка тсвана «Наш свет»). О находке компания сообщила 18 ноября 2015 года; после обнародования данной новости стоимость акций компании выросла на 37 %.
На следующий день после объявления об обнаружении камня массой 1111 карат компания сообщила о находке на том же месторождении алмазов массой 813 и 374 карат. Камень массой 813 карат, позже получивший наименование «Созвездие» (англ. Constellation), 9 мая 2016 года был продан компанией за 63 111 111 долларов США. В результате камень стал самым дорогим среди когда-либо продававшихся необработанных алмазов.
В 2020 году на той же шахте был найден алмаз массой 1758 карат (352 грамма). Всего за период с 2015 по 2020 год на шахте Карове было найдено 12 алмазов массой более 300 карат.
Ещё более крупный алмаз был найден на шахте Карове 21 августа 2024 года, с массой 2492 карат стал вторым самым крупным ювелирным алмазом в истории после «Куллинана». После этой находки 6 из 10 крупнейших алмазов за всю историю было найдено на шахте Карове.

## Деятельность
За 2023 год компанией было переработано 2,8 млн т породы и получено 395 тыс. карат алмазов, среди них было 602 алмаза массой более 10,8 карат, 22 — более 100 карат, 5 более 300 карат. Всего с начала разработки в 2012 году по конец 2023 года на шахте Карове было найдено 328 алмазов массой более 100 карат, из них 4 алмаза массой более 1000 карат, общий объём добычи составил 4,2 млн карат.